# Urtaki
Urtaki o Urtak-Inshushinak (675-664a. C.) fue un rey de Elam, hermano y sucesor de Humban-Haltash II. 
Mantuvo buenas relaciones con el rey asirio, Asarhaddón, de modo que el sucesor de éste, Asurbanipal esperaba que se mantuviera la cordialidad entre ambos países. Cuando Elam sufrió una hambruna por sequía, Assurbanipal envió alimentos, y permitió a varias tribus elamitas que se refugiaran en sus estados, hasta el final de la calamidad. Pero en 668a. C. reinaba en el principado de Susa el rey Temti-Humban-Inshushinak, opuesto a toda aproximación a Asiria, el cual utilizó toda su influencia para que Urtaki apoyara una rebelión en Nippur y Gambulu contra Assurbanipal. Urbaki cedió y prestó su ayuda a los insurrectos de la Baja Mesopotamia, pero fue rechazado y resultó muerto